# هيرمان غراسمان
هيرمان غانتر غراسمان (بالألمانية: Hermann Günther Grassmann) (1809-1877، ولد وتوفي في شتيتين) موسوعي، رياضياتي، فيزيائي، ولغوي ألماني، ظلت أعماله في الرياضيات مختفية عن الأنظار حتى آخر السنوات من عمره. يُعتبر كراسمان إلى جانب كل من نيلز هنريك أبيل، إيفاريست غالوا، وجورج كانتور من أكبر علماء الرياضيات في القرن 19 الذين لم نعرف عنهم الكثير. وهو يُعد اليوم مؤسس مبرهنة الفضاءات المتجهية.

## من أعماله
في بداية القرن التاسع عشر، عرف الحساب المتجهي تطورا كبيرا انطلاقا من وضعيات فزيائية معينة، وتم التفكير في جُداء متجهتين قصد الحصول على عدد، وقد تمكن كراسمان سنة 1839 من تعريف "الجداء الخطي" الذي أصبح يسمى في ما بعد بالجداء السلمي لمتجهتين.
كما أثار كراسمان عام 1860 الاهتمام حول الحسابيات من خلال أبحاثه التي بين فيها إمكانية استقراء العديد من الحقائق الرياضية المعقدة بدءاً من حقائق قاعدية بسيطة توضح طريقة القيام بالبرهان بالترجع أو كما يعرف بالاستقراء الرياضي.

## روابط خارجية
- هيرمان غراسمان على موقع الموسوعة البريطانية (الإنجليزية)